# Arbas (Haute-Garonne)
Pour les articles homonymes, voir Arbas.
Arbas (Arbast en occitan) est une commune française située dans le département de la Haute-Garonne en région Occitanie.
La commune possède un patrimoine naturel remarquable composé de trois zones naturelles d'intérêt écologique, faunistique et floristique.

## Géographie

### Localisation
La commune d'Arbas se trouve dans le sud-ouest du département de la Haute-Garonne, dans la vallée de l'Arbas.
Sur le plan historique et culturel, Arbas fait partie du pays de Comminges, correspondant à l’ancien comté de Comminges, circonscription de la province de Gascogne située sur les départements actuels du Gers, de la Haute-Garonne, des Hautes-Pyrénées et de l'Ariège.
Elle se situe à 80 km à vol d'oiseau de Toulouse, préfecture du département, à 19 km de Saint-Gaudens, sous-préfecture, et à 34 km de Bagnères-de-Luchon, bureau centralisateur du canton de Bagnères-de-Luchon dont dépend la commune depuis 2015 pour les élections départementales.
La commune se trouve dans la zone d'emploi de Saint-Gaudens et dans le  bassin de vie d'Aspet.

### Communes limitrophes
Les communes limitrophes sont  Chein-Dessus, Fougaron, Herran et Montastruc-de-Salies.
|              | Montastruc-de-Salies |          |
| Chein-Dessus | Arbas                | Fougaron |
|              | Herran               |          |

Commune située en Comminges à 28 km au sud-est de Saint-Gaudens, au pied des Pyrénées dans le massif d'Arbas, sur l'Arbas.

### Géologie et relief
La superficie de la commune est de 732 hectares ; son altitude varie de 392  à   840 mètres.

### Hydrographie

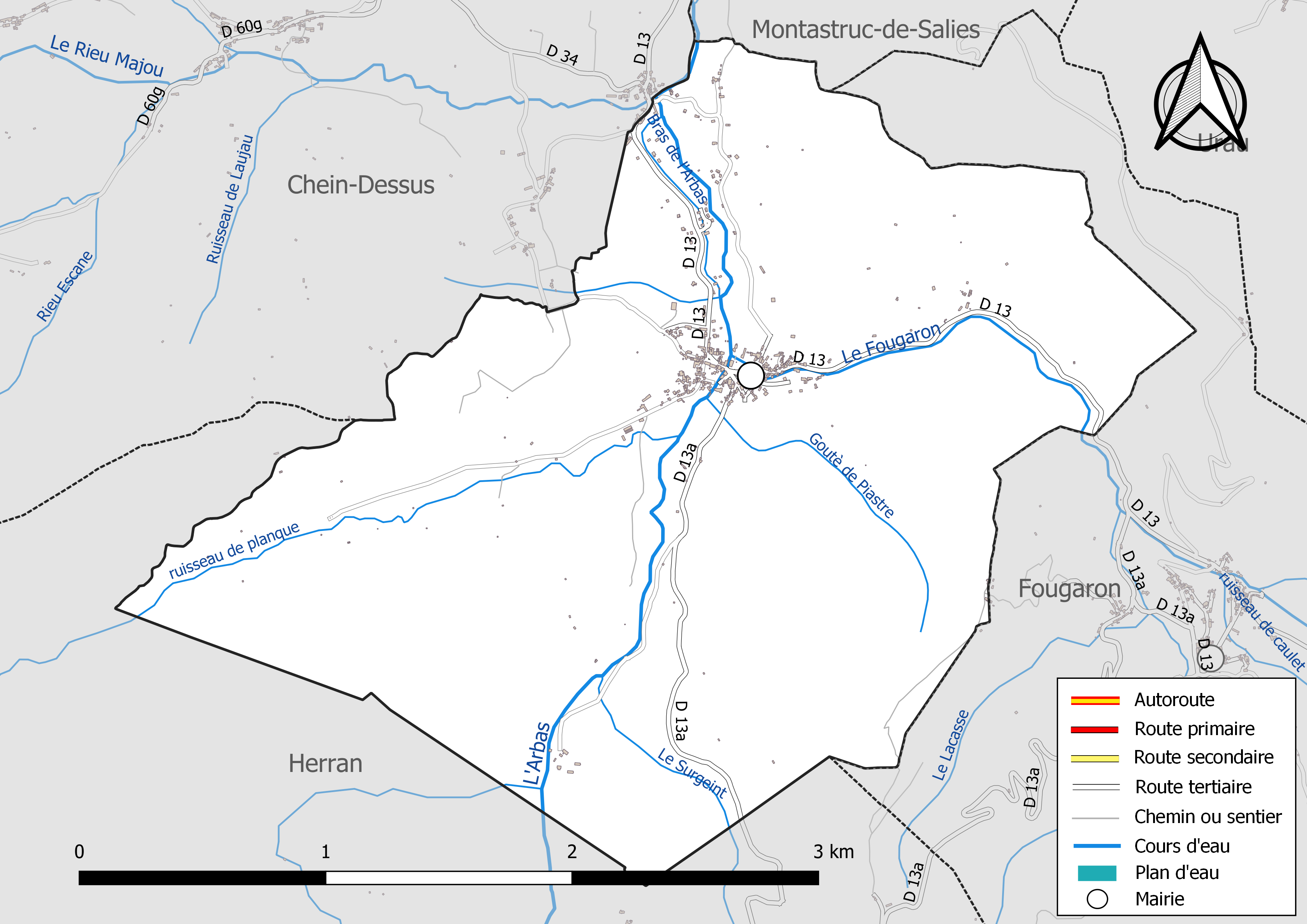
Réseaux hydrographique et routier d'Arbas.

La commune est dans le Bassin de la Garonne, au sein du bassin hydrographique Adour-Garonne. Elle est drainée par l'Arbas, le Fougaron, un bras de l'Arbas, Goutè de Piastre, le Surgeint, le ruisseau de planque et par deux petits cours d'eau, constituant un réseau hydrographique de 12 km de longueur totale,.
L'Arbas, d'une longueur totale de 18,5 km s'écoule vers le nord. Il traverse la commune et se jette dans le Salat à Mane, après avoir traversé 7 communes.

### Climat
Pour des articles plus généraux, voir Climat de l'Occitanie et Climat de la Haute-Garonne.
En 2010, le climat de la commune est de type climat des marges montargnardes, selon une étude s'appuyant sur une série de données couvrant la période 1971-2000. En 2020, Météo-France publie une typologie des climats de la France métropolitaine dans laquelle la commune est exposée à un climat de montagne ou de marges de montagne et est dans la région climatique Pyrénées centrales, caractérisée par une pluviométrie annuelle de 1 000 à 1 200 mm.
Pour la période 1971-2000, la température annuelle moyenne est de 12,5 °C, avec une amplitude thermique annuelle de 15 °C. Le cumul annuel moyen de précipitations est de 1 104 mm, avec 9,8 jours de précipitations en janvier et 7,6 jours en juillet. Pour la période 1991-2020, la température moyenne annuelle observée sur la station météorologique la plus proche, située sur la commune de Clarac à 25 km à vol d'oiseau, est de 12,5 °C et le cumul annuel moyen de précipitations est de 804,9 mm,. Pour l'avenir, les paramètres climatiques de la commune estimés pour 2050 selon différents scénarios d’émission de gaz à effet de serre sont consultables sur un site dédié publié par Météo-France en novembre 2022.

### Milieux naturels et biodiversité

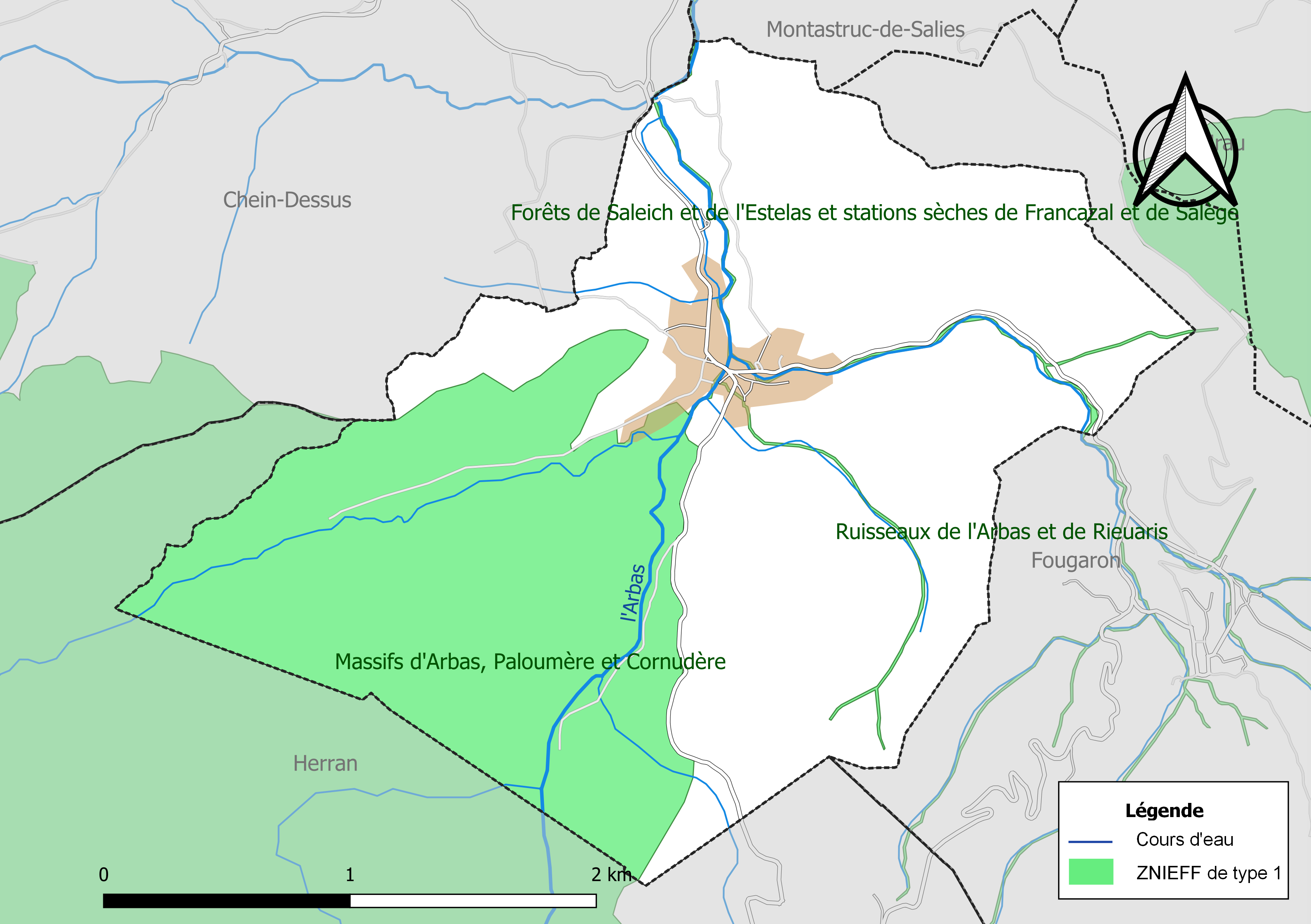
Carte des ZNIEFF de type 1 localisées sur la commune.

L’inventaire des zones naturelles d'intérêt écologique, faunistique et floristique (ZNIEFF) a pour objectif de réaliser une couverture des zones les plus intéressantes sur le plan écologique, essentiellement dans la perspective d’améliorer la connaissance du patrimoine naturel national et de fournir aux différents décideurs un outil d’aide à la prise en compte de l’environnement dans l’aménagement du territoire.
Deux ZNIEFF de type 1 sont recensées sur la commune :
les « massifs d'Arbas, Paloumère et Cornudère » (3 918 ha), couvrant 11 communes dont deux dans l'Ariège et neuf dans la Haute-Garonne et 
les « ruisseaux de l'Arbas et de Rieuaris » (64 ha), couvrant 9 communes du département et une ZNIEFF de type 2, : 
le « massif de l'Arbas » (27 233 ha), couvrant 45 communes dont 24 dans l'Ariège et 21 dans la Haute-Garonne.

## Urbanisme

### Typologie
Au 1er janvier 2024, Arbas est catégorisée commune rurale à habitat dispersé, selon la nouvelle grille communale de densité à sept niveaux définie par l'Insee en 2022.
Elle est située hors unité urbaine et hors attraction des villes,.

### Occupation des sols

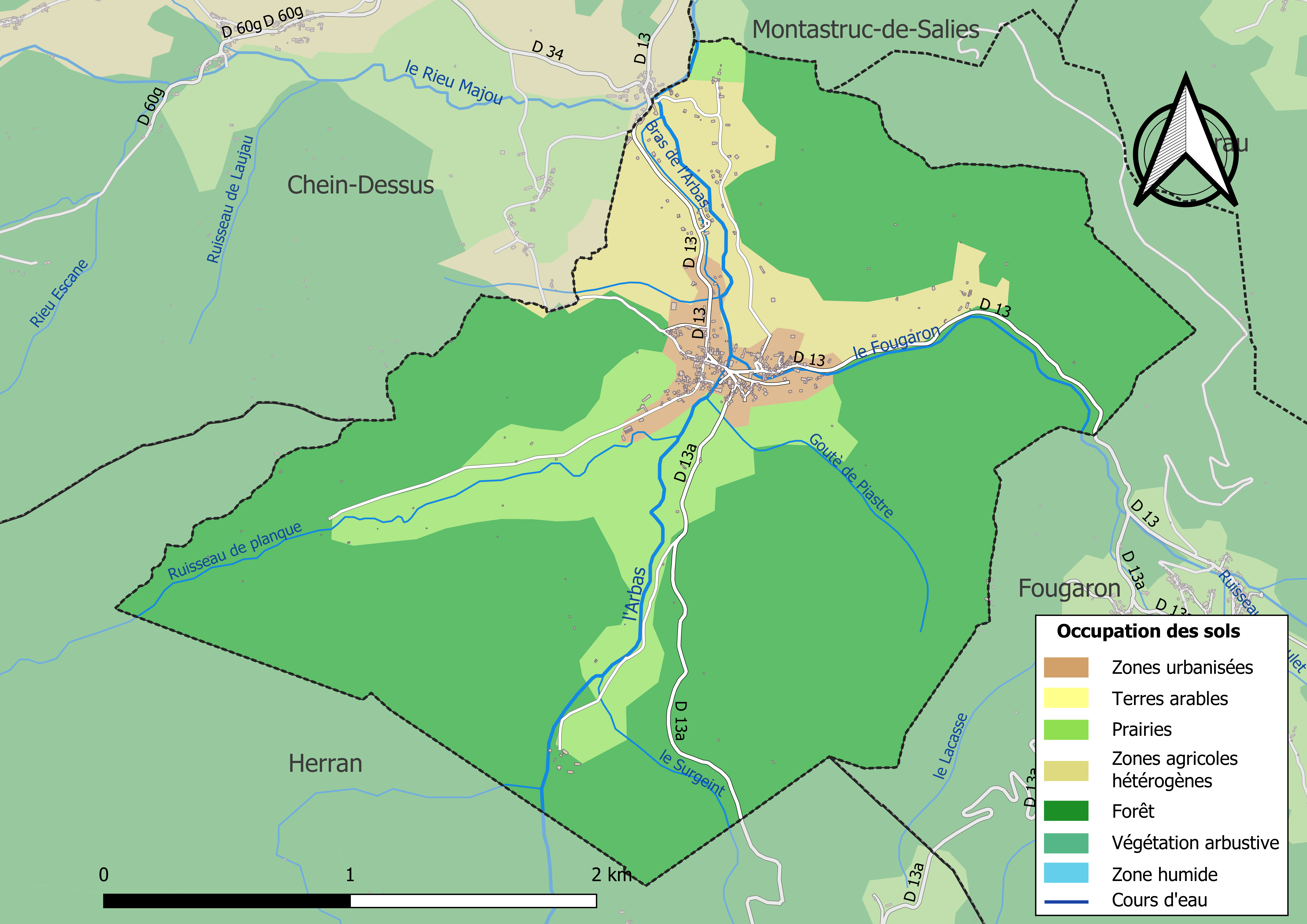
Carte des infrastructures et de l'occupation des sols de la commune en 2018 (CLC).

L'occupation des sols de la commune, telle qu'elle ressort de la base de données européenne d’occupation biophysique des sols Corine Land Cover (CLC), est marquée par l'importance des forêts et milieux semi-naturels (73,8 % en 2018), une proportion identique à celle de 1990 (73,8 %).
La répartition détaillée en 2018 est la suivante :  forêts (73,8 %), prairies (12,6 %), zones agricoles hétérogènes (10,2 %), zones urbanisées (3,4 %).
L'évolution de l’occupation des sols de la commune et de ses infrastructures peut être observée sur les différentes représentations cartographiques du territoire : la carte de Cassini (XVIIIe siècle), la carte d'état-major (1820-1866) et les cartes ou photos aériennes de l'IGN pour la période actuelle (1950 à aujourd'hui).

### Habitat et logement
En 2021, le nombre total de logements dans la commune était de 250, alors qu'il était de 251 en 2016 et de 261 en 2011.
Parmi ces logements, 57,8 % étaient des résidences principales, 42,2 % des résidences secondaires et 0 % des logements vacants. Ces logements étaient pour 90,8 % d'entre eux des maisons individuelles et pour 8,4 % des appartements.
Le tableau ci-dessous présente la typologie des logements à Arbas en 2021 en comparaison avec celle de la Haute-Garonne et de la France entière. Une caractéristique marquante du parc de logements est ainsi une proportion de résidences secondaires et logements occasionnels (42,2 %) supérieure à celle du département (4,3 %) et à celle de la France entière (9,7 %).
| Typologie                                               | Arbas | Haute-Garonne | France entière |
| ------------------------------------------------------- | ----- | ------------- | -------------- |
| Résidences principales (en %)                           | 57,8  | 88,4          | 82,2           |
| Résidences secondaires et logements occasionnels (en %) | 42,2  | 4,3           | 9,7            |
| Logements vacants (en %)                                | 0     | 7,2           | 8,1            |

### Voies de communication et transports
Accès avec la ligne régulière de transport interurbain du réseau Arc-en-ciel (anciennement SEMVAT) ou en gare de Saint-Gaudens sur la ligne Toulouse - Bayonne.

### Risques naturels et technologiques
Le territoire de la commune d'Arbas est vulnérable à différents aléas naturels : météorologiques (tempête, orage, neige, grand froid, canicule ou sécheresse), inondations, feux de forêts et séisme (sismicité modérée). Un site publié par le BRGM permet d'évaluer simplement et rapidement les risques d'un bien localisé soit par son adresse soit par le numéro de sa parcelle.
Certaines parties du territoire communal sont susceptibles d’être affectées par le risque d’inondation par débordement de cours d'eau, notamment l'Arbas. La commune a été reconnue en état de catastrophe naturelle au titre des dommages causés par les inondations et coulées de boue survenues en 1982, 1999, 2007 et 2009,.
Un plan départemental de protection des forêts contre les incendies a été approuvé par arrêté préfectoral du 25 septembre 2006. Arbas est exposée au risque de feu de forêt du fait de la présence sur son territoire du massif des Pyrénées. Il est ainsi défendu aux propriétaires de la commune et à leurs ayants droit de porter ou d’allumer du feu dans l'intérieur et à une distance de 200 mètres des bois, forêts, plantations, reboisements ainsi que des landes. L’écobuage est également interdit, ainsi que les feux de type méchouis et barbecues, à l’exception de ceux prévus dans des installations fixes (non situées sous couvert d'arbres) constituant une dépendance d'habitation,

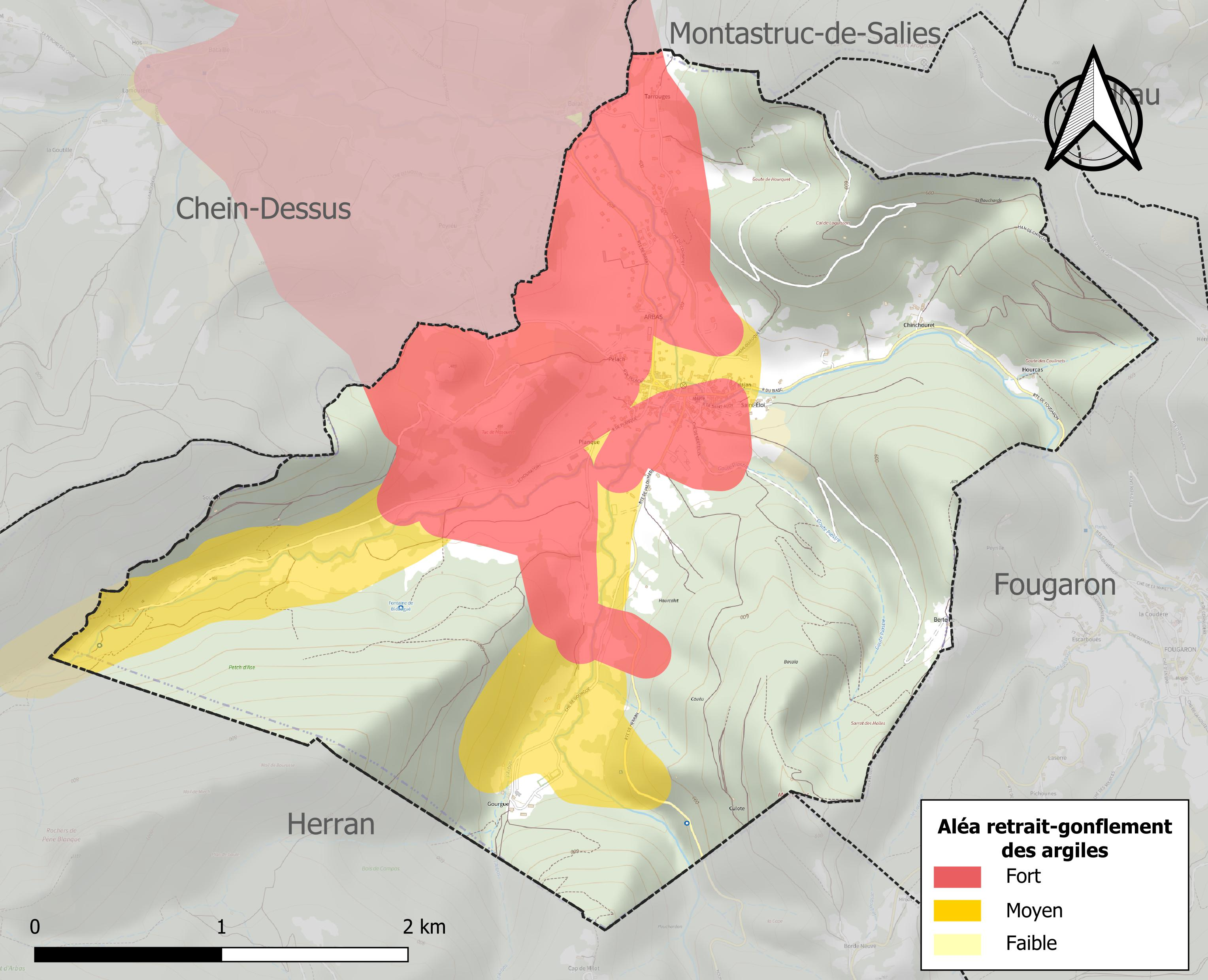
Carte des zones d'aléa retrait-gonflement des sols argileux d'Arbas.

Le retrait-gonflement des sols argileux est susceptible d'engendrer des dommages importants aux bâtiments en cas d’alternance de périodes de sécheresse et de pluie. 36,9 % de la superficie communale est en aléa moyen ou fort (88,8 % au niveau départemental et 48,5 % au niveau national). Sur les 229 bâtiments dénombrés sur la commune en 2019, 213 sont en aléa moyen ou fort, soit 93 %, à comparer aux 98 % au niveau départemental et 54 % au niveau national. Une cartographie de l'exposition du territoire national au retrait gonflement des sols argileux est disponible sur le site du BRGM,.
Par ailleurs, afin de mieux appréhender le risque d’affaissement de terrain, l'inventaire national des cavités souterraines permet de localiser celles situées sur la commune.
Concernant les mouvements de terrains, la commune a été reconnue en état de catastrophe naturelle au titre des dommages causés par la sécheresse en 1989 et 2003 et par des mouvements de terrain en 1999.

## Toponymie
L'origine du nom du village ne fait pas l’unanimité.
Ernest Nègre (no 21134 dans son ouvrage Toponymie générale de la France) fait référence au terme « Arbast » qui désigne un mauvais fourrage. Il fait le rapprochement avec le terme « rabast » qui signifie « rebus, déchet » en languedocien.
Castillon d’Aspet avance une tout autre origine. Il considère que le terme proviendrait du nom de la tribu qui occupait le pays au moment de l'invasion romaine, les Arrevacci. Il se demande aussi si la découverte d'un autel votif dédié aux « six arbres » (sex arboribus) ne constituerait pas une explication valable.
Dufor retient cette hypothèse en parlant d'une « colonie d’Arevaces, venus d'Aquitaine à la suite de Sertorius ».
Sachant que l'on recense en Comminges de nombreux toponymes basques, l'origine proto-basque du nom « Arbas » n'est donc pas à exclure, pouvant provenir de la racine basque narb- « lieu des souches », présente dans les toponymes Narp, Narbaitz, Narbarte, Narbona.

## Histoire

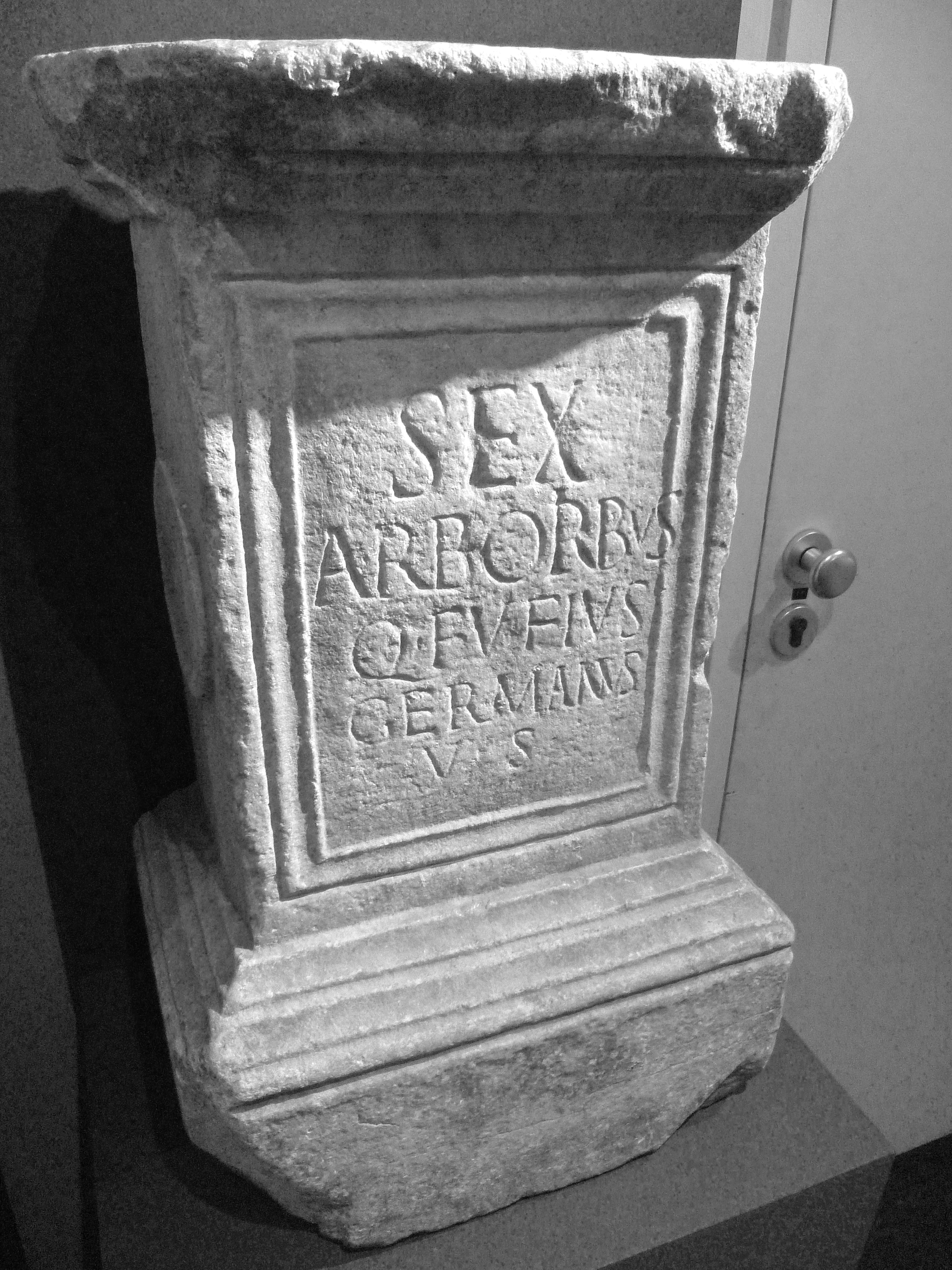
Autel votif dédié au dieu Six Arbres découvert à Arbas, conservé au Musée Saint-Raymond.

### Moyen ,Âge
Probablement au début du XIIIe siècle, les religieuses de l'abbaye de Longages établissent un monastère. Elles concèdent une charte des coutumes aux habitants en 1247.
En 1311, les religieuses de Longages vendent la seigneurie d'Arbas à Roger et Raimond-At d'Aspet et à Adhémar de Mauléon.

### Temps modernes
Jean de Grenier installe une verrerie à Gourgues, près d'Arbas, et une autre à Montastruc en 1498.

### Révolution française et Empire
En 1789, le comte de Panetier de Montgrenier, seigneur d'Arbas et d'autres lieux, est le dernier maître de la seigneurie locale. Pendant la Révolution, le château est vendu puis démoli mais les verreries sont sauvées.

### Époque contemporaine
1830-1832 : guerre des Demoiselles dans la vallée de l'Arbas.
Durant la Seconde Guerre mondiale s'implante au hameau de la Badergie un maquis connu sous le nom de Bidon V.
La deuxième implantation d'ours slovènes dans les Pyrénées fut précédée par une manifestation d'éleveurs opposés à l'introduction de nouveaux ours, le 1er avril 2006. Au nombre de 200 environ, ils ont aspergé la mairie de sang et brûlé une statue d'ours en bois qui ornait la place du village. Le 25 avril suivant, les opposants à l'ours ont réussi à empêcher que l'ourse slovène Palouma soit relâchée à Arbas, en présence de Nelly Olin, ministre de l'environnement. Finalement, trois ours ont été relâchés à Arbas en 2006 : Hvala, Balou et Sarousse.

## Politique et administration

### Rattachements administratifs et électoraux

#### Rattachements administratifs
La commune se trouve dans l'arrondissement de Saint-Gaudens du département de la Haute-Garonne.
Elle faisait partie depuis 1793 du canton d'Aspet. Dans le cadre du redécoupage cantonal de 2014 en France, cette circonscription administrative territoriale a disparu, et le canton n'est plus qu'une circonscription électorale.

#### Rattachements électoraux
Pour les élections départementales, la commune fait partie depuis 2014 du canton de Bagnères-de-Luchon.
Pour l'élection des députés, elle fait partie de la huitième circonscription de la Haute-Garonne.

### Intercommunalité
Arbas était membre de la petite communauté de communes des Trois Vallées (Haute-Garonne), un établissement public de coopération intercommunale (EPCI) à fiscalité propre créé en 1996 et qui succédait au Syndicat Intercommunal du Canton d'Aspet (SIARCA). La commune lui avait transféré un certain nombre de ses compétences, dans les conditions déterminées par le code général des collectivités territoriales.
Dans le cadre des dispositions de la loi portant nouvelle organisation territoriale de la République du 7 août 2015, qui prévoit que les établissements publics de coopération intercommunale (EPCI) à fiscalité propre doivent avoir un minimum de 15 000 habitants, cette intercommunalité a fusionné avec ses voisines pour former, le 1er janvier 2017, la communauté de communes Cagire Garonne Salat, dont est désormais membre la commune.

### Administration municipale
Le nombre d'habitants étant compris entre 100 et 499, le nombre de membres du conseil municipal est de onze, y compris le maire et ses adjoints.

### Liste des maires
| Période                                  | Période                  | Identité                       | Étiquette | Qualité |
| ---------------------------------------- | ------------------------ | ------------------------------ | --------- | --- |
| Les données manquantes sont à compléter. |                          |                                |           | |
| 1790                                     | 1795                     | Jean-Pierre Cazes              |           | |
| 1795                                     | 1797                     | Marc Grenier                   |           | |
| 1797                                     | 1800                     | Bertrand Mailleau              |           | |
| 1800                                     | 1808                     | Jean-Pierre Estrade            |           | |
| 1808                                     | 1809                     | Escaig                         |           | |
| 1809                                     | 1823                     | Grenier de Montgaillard        |           | |
| 1824                                     | 1830                     | Achille Estrade                |           | |
| 1831                                     | 1836                     | Ferran                         |           | |
| 1837                                     | 1847                     | Jacques Bataille               |           | |
| 1847                                     | 1853                     | Achille Lamole                 |           | |
| 1853                                     | 1865                     | Jacques Bataille               |           | |
| 1865                                     | 1867                     | Julien Alexandre Bataille      |           | |
| 1867                                     | 1870                     | Jean Jacques Ferdinand Grenier |           | |
| 1870                                     | 1874                     | Jean Timothée Bec              |           | |
| 1874                                     | 1876                     | Jean Jacques Ferdinand Grenier |           | |
| 1876                                     | 1878                     | Lucien Escaich                 |           | |
| 1878                                     | 1898                     | Jean Timothée Bec              |           | |
| 1898                                     | 1908                     | Joseph Ortet                   |           | |
| 1908                                     | 1917                     | Jean Baron                     |           | |
| 1917                                     | 1920                     | Abel Bataille                  |           | |
| 1921                                     | 1944                     | Augustin Estrade               |           | |
| 1944                                     | 1947                     | Charles Copel                  |           | |
| 1947                                     | 1956                     | Maurice Ferran                 |           | |
| 1956                                     | 1977                     | Jean Auret                     |           | |
| 1977                                     | 1989                     | Charles Copel                  |           | |
| 1989                                     | 1990                     | Georges Daurut                 |           | |
| 1990                                     | 1995                     | André Pradère                  |           | |
| juin 1995                                | juillet 2017             | François Arcangeli             | SE        | Architecte Président de Pays de l'ours - Adet (1998 → 2020 ) Conseiller régional de Midi-Pyrénées (2010 → 2015) Conseiller régional d'Occitanie (2016 → 2021) Président de la CC Cagire Garonne Salat (2017 → ) Démissionnaire après son élection comme président de la communauté de communes. |
| juillet 2017                             | novembre 2022            | Sylvie Simpson                 | SE        | Cadre retraitée Démissionnaire |
| décembre 2022                            | En cours (au 4 mai 2024) | Jean Cazes                     |           | Cadre administratif ou commercial d'entreprise |

## Équipements et services publics

### Enseignement
Arbas fait partie de l'académie de Toulouse.

### Postes et télécommunications
Arbas dispose d'une agence postale communale et syndicat d'initiative, à la mairson des associations.

## Population et société
Les habitants sont appelés les Arbasiens ou  Arbasiennes.

### Démographie
L'évolution du nombre d'habitants est connue à travers les recensements de la population effectués dans la commune depuis 1793. Pour les communes de moins de 10 000 habitants, une enquête de recensement portant sur toute la population est réalisée tous les cinq ans, les populations de référence des années intermédiaires étant quant à elles estimées par interpolation ou extrapolation. Pour la commune, le premier recensement exhaustif entrant dans le cadre du nouveau dispositif a été réalisé en 2006.

En 2022, la commune comptait 285 habitants, en évolution de +8,78 % par rapport à 2016 (Haute-Garonne : +8,02 %, France hors Mayotte : +2,11 %).
| 1793 | 1800 | 1806 | 1821 | 1831  | 1836  | 1841  | 1846  | 1851  |
| ---- | ---- | ---- | ---- | ----- | ----- | ----- | ----- | ----- |
| 725  | 715  | 768  | 924  | 1 138 | 1 091 | 1 123 | 1 067 | 1 090 |

| 1856 | 1861 | 1866 | 1872 | 1876 | 1881 | 1886 | 1891 | 1896 |
| ---- | ---- | ---- | ---- | ---- | ---- | ---- | ---- | ---- |
| 990  | 953  | 958  | 869  | 797  | 793  | 750  | 731  | 687  |

| 1901 | 1906 | 1911 | 1921 | 1926 | 1931 | 1936 | 1946 | 1954 |
| ---- | ---- | ---- | ---- | ---- | ---- | ---- | ---- | ---- |
| 641  | 702  | 551  | 514  | 527  | 426  | 384  | 401  | 346  |

| 1962 | 1968 | 1975 | 1982 | 1990 | 1999 | 2006 | 2011 | 2016 |
| ---- | ---- | ---- | ---- | ---- | ---- | ---- | ---- | ---- |
| 254  | 213  | 166  | 180  | 158  | 186  | 241  | 234  | 262  |

| 2021 | 2022 | - | - | - | - | - | - | - |
| ---- | ---- | - | - | - | - | - | - | - |
| 279  | 285  | - | - | - | - | - | - | - |

Arbas est une commune rurale qui a connu un pic de population de 1 138 habitants en 1831.

### Manifestations culturelles et festivités
La foire bio d’Arbas, organisée par  l’association "La Sève", s'est tenue en mai 2023.

### Sports et loisirs
Spéléologie, parapente, vélo tout terrain, pump track.

### Cultes
Un projet de forêt cinéraire à Arbas a été suspendu par le ministère de l'Intérieur en 2019, alors que les 3/4 des 200 concessions étaient déjà vendues et des cérémonies déjà programmées.

## Économie

### Revenus
En 2018  (données Insee publiées en septembre 2021), la commune compte 119 ménages fiscaux, regroupant 227 personnes. La médiane du revenu disponible par unité de consommation est de 19 680 € (23 140 € dans le département).

### Emploi
|                | 2008   | 2013  | 2018   |
| -------------- | ------ | ----- | ------ |
| Commune        | 12,1 % | 9,8 % | 12,9 % |
| Département    | 7,7 %  | 9,6 % | 9,3 %  |
| France entière | 8,3 %  | 10 %  | 10 %   |

En 2018, la population âgée de 15 à 64 ans s'élève à 141 personnes, parmi lesquelles on compte 66,9 % d'actifs (54 % ayant un emploi et 12,9 % de chômeurs) et 33,1 % d'inactifs,. Depuis 2008, le taux de chômage communal (au sens du recensement) des 15-64 ans est supérieur à celui de la France et du département.
La commune est hors attraction des villes,. Elle compte 50 emplois en 2018, contre 43 en 2013 et 46 en 2008. Le nombre d'actifs ayant un emploi résidant dans la commune est de 81, soit un indicateur de concentration d'emploi de 61,3 % et un taux d'activité parmi les 15 ans ou plus de 43,7 %.
Sur ces 81 actifs de 15 ans ou plus ayant un emploi, 29 travaillent dans la commune, soit 36 % des habitants. Pour se rendre au travail, 78,7 % des habitants utilisent un véhicule personnel ou de fonction à quatre roues, 6,3 % les transports en commun, 1,2 % s'y rendent en deux-roues, à vélo ou à pied et 13,7 % n'ont pas besoin de transport (travail au domicile).

### Activités hors agriculture
21 établissements sont implantés  à Arbas au 31 décembre 2019. Le tableau ci-dessous en détaille le nombre par secteur d'activité et compare les ratios avec ceux du département,.
Le secteur des activités spécialisées, scientifiques et techniques et des activités de services administratifs et de soutien est prépondérant sur la commune puisqu'il représente 28,6 % du nombre total d'établissements de la commune (6 sur les 21 entreprises implantées  à Arbas), contre 19,8 % au niveau départemental.

### Agriculture
|               | 1988 | 2000 | 2010 | 2020 |
| ------------- | ---- | ---- | ---- | ---- |
| Exploitations | 10   | 7    | 5    | 5    |
| SAU (ha)      | 176  | 115  | 50   | 86   |

La commune est dans les « Pyrénées centrales », une petite région agricole occupant le centre-nord du département de la Haute-Garonne. En 2020, l'orientation technico-économique de l'agriculture  sur la commune est l'élevage d'équidés et/ou d' autres herbivores. Cinq exploitations agricoles ayant leur siège dans la commune sont dénombrées lors du recensement agricole de 2020 (dix en 1988). La superficie agricole utilisée est de 86 ha,,.

## Culture locale et patrimoine

### Lieux et monuments
- Gouffres (haut lieu de spéléologie), dont La Henne Morte dans le réseau Félix Trombe.
- Église de la Nativité-de-la-Sainte-Vierge,  et son retable  Classé MH (2003, autel, tabernacle et retable)[48] du XVIIe ou du  XVIIIe siècle. 
L'église contient d'autres mobiliers remarquables.
- Monument aux morts  Inscrit MH[49], dans l'église, réalisé en 1920-1921 par Albert Ferran, architecte grand Prix de Rome, et Jean Money, ébéniste, artistes américains originaires d'Arbas grâce à une souscription privée.
- Mairie, et ses arcades.
- Balades dans le massif d'Arbas.
- Site de parapente et de deltaplane, école de parapente.

## Pour approfondir